# Hermandad de Humillación y Estrella (Málaga)
La Ilustre y Venerable Hermandad de la Orden de Santo Domingo de Guzmán de Nuestro Padre Jesús de la Humillación y Perdón y María Santísima de la Estrella es una hermandad de la Semana Santa malagueña, fundada en 1919. Se incorporó a la Agrupación de Cofradías en 1924 y tiene su sede canónica en la Iglesia parroquial de San Carlos y Santo Domingo de Guzmán, en pleno barrio de El Perchel.

## Historia
Fue fundada en 1919.  El título de Humillación y Perdón fue tomado por existir en el barrio de El Perchel (siglo XVII) una hermandad llamada del Cristo del Perdón.
Ingresó en la Agrupación de Cofradías en 1924. En 1931 se perdió la imagen, quedando en el periodo de la República y la Guerra civil en el olvido. Hubo intentos de reorganización a partir del verano de 1939 y el Sábado de Pasión de 1941 se bendice la imagen del Señor de la Humillación que procesiona ese año, aunque los hermanos, insatisfechos con ella, deciden encargar de nuevo a Palma Burgos una segunda talla, que se bendice en 1942 y que sí cuenta con la aprobación de sus hermanos, por lo que fue bendecida también un Sábado de Pasión, concretamente el 28 de marzo de 1942; ese mismo año se decidió la incorporación de la advocación de María Santísima de la Estrella, que procesionó un año más tarde, cedida por la familia Souvirón Utrera, y desfiló toda vestida de blanco. El manto era de la Patrona de Málaga, Santa María de la Victoria, y sobre ese manto fueron puestos los nombres de doce muchachos malagueños que habían muerto en la II Guerra mundial, formando parte de la División Azul. En la actualidad en el manto están bordados los escudos de todas las provincias españolas.
El 25 de marzo de 2000 Jesús de la Humillación participó el Vía Crucis jubilar.

## Iconografía
El Señor de la Humillación representa el momento en que Jesús es despreciado por Herodes.
La Virgen de la Estrella representa una imagen de la Virgen dolorosa.

## Imágenes

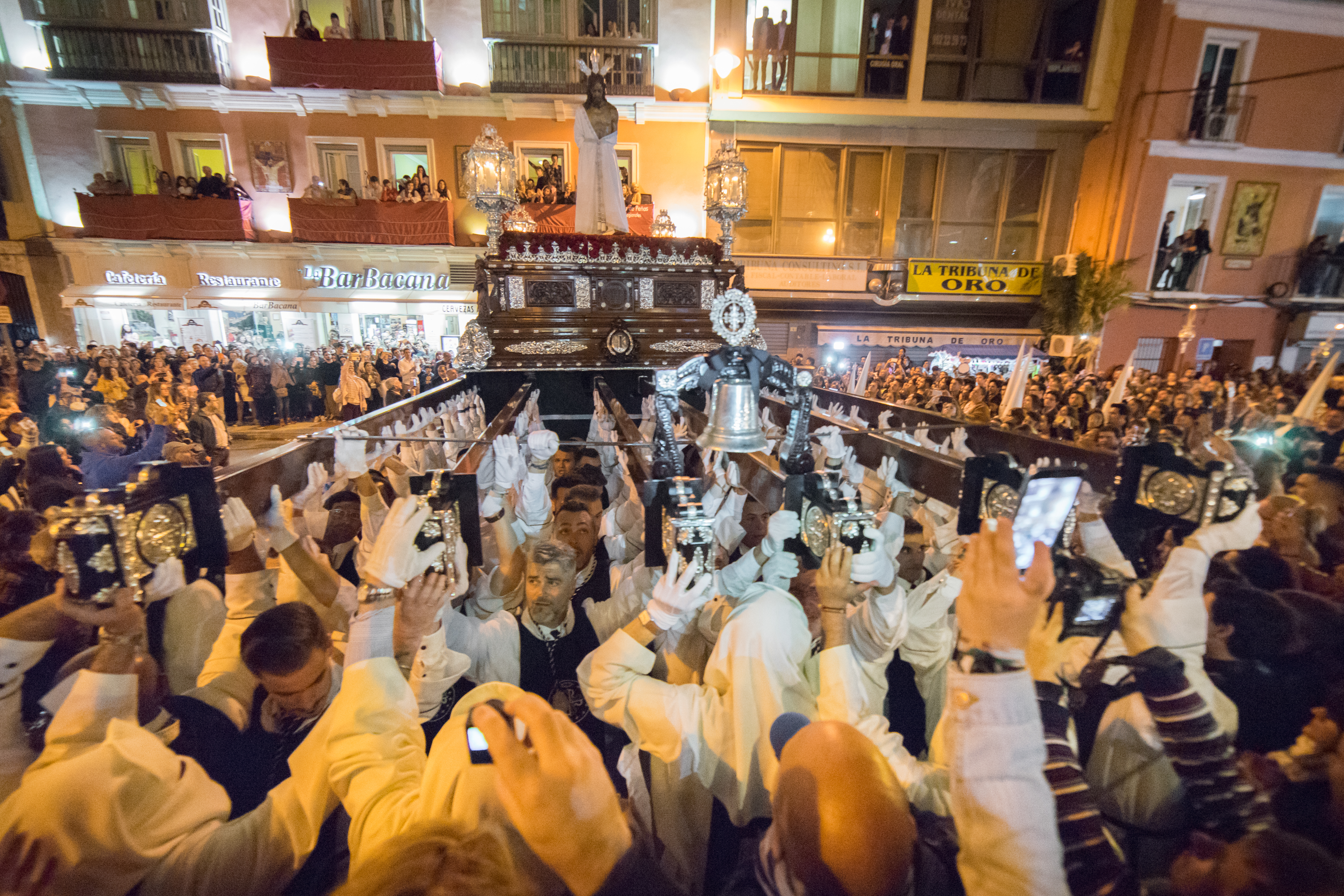
Cristo de la Humillación alzado a pulso en la Tribuna de los Pobres

- El Cristo es obra de Francisco Palma Burgos realizada en 1942.

- La Virgen es una obra malagueña anónima del siglo XVIII. Las manos originales entrelazadas fueron sustituidas por unas abiertas de Andrés Cabello Requena, que las talló a priori en 1958. Las actuales manos son del malagueño Juan Manuel García Palomo.

## Anteriores Imágenes del Cristo y grupos escultóricos
- La primera imagen que tuvo la Cofradía representaba al Salvador atado a la Columna, existente en la Iglesia de Santo Domingo. Era una talla de autor anónimo malagueño de finales del siglo XVII que representaba a Cristo en el momento de la flagelación. Posteriormente el Cristo es despojado de la Columna, y vestido con túnica blanca (primer Cristo en vestir túnica blanca), para dar culto al interrogatorio de Herodes a Jesús. Debido a la nueva representación, se le cambia el nombre por Nuestro Padre Jesús de la Humillación y Perdón. La imagen iba acompañada de un grupo escultórico formado por dos soldados romanos, en el cual, curiosamente, se prescindía de la imagen de Herodes. La quema de conventos de 1931 acabó con la imagen del Cristo, durante el saqueo de Santo Domingo en la madrugada del 12 de mayo. En 1939, la Hermandad siguió su vida y en 1941 la junta contacta con el imaginero Francisco Palma Burgos a fin de acordar la hechura de una nueva imagen que represente el momento de la humillación de Herodes. La imagen presentada y bendecida en 1941, no era de talla completa y estaba maniatado hacia delante, cosa que no agradó a los hermanos y pidieron a Palma Burgos que realizara una nueva imagen. La nueva imagen presentada en 1942, de talla completa y maniatado por detrás (prácticamente idéntica al Cristo de la Columna de Úbeda, Jaén, que talló, lógicamente, Palma Burgos), convenció a los hermanos y fue bendecida el mismo año. En 1965 se le añade un grupo escultórico, un sayón, obra del imaginero Pérez Hidalgo y un soldado romano, cedido por la Cofradía del Prendimiento. Al año siguiente, es decir en 1966, se sutituyen estas dos figuras por otras dos procedentes de la sevillana Hermandad de San Gonzalo. Estas imágenes eran del escultor portugués Pires Azcárraga y representaban a un judío y a un romano. En el paso sevillano el judío era Caifás pero en esta Hermandad solía llamársele Anás. Eran de talla completa, de poca calidad artística. En noviembre de 1978 se produce una riada que afectó en gran medida el almacén donde la Hermandad guardaba los efectos procesionales, dañando gravemente al grupo escultórico ya que las tallas estaban realizadas con telas encoladas. Tras algunas gestiones en Sevilla con Buiza y Ortega Brú, el Hermano Mayor de la Cofradía, Francisco Lara, contactó con el tallista malagueño Andrés Cabello Requena quien le indicó la posibilidad de que Rafael Ruiz Liébana copiase en madera las dos imágenes deterioradas como así hizo. También se le encargó una tercera (otra vez reconocida como Anás) que el citado escultor y tallista se la encargó a Antonio Téllez de Rivera quien, inspirándose en sí mismo, talló una imagen muy poco afortunada y que desdecía aún más del conjunto. En 1988 dejó de procesionarse.En 1997, la Comisión Gestora que dirigía en esos momentos la Cofradía decidió dejar al Cristo solo a la espera de realizar un grupo de mayor nivel artístico y que representase de mejor forma el momento de la Pasión como debía ser es decir, el desprecio de Herodes. Para esto al restaurarse el trono del Cristo se alargó en sus dimensiones posibilitando de esta manera un espacio suficiente donde pueda ubicarse (si alguna vez lo tiene) su grupo escultórico definitivo.

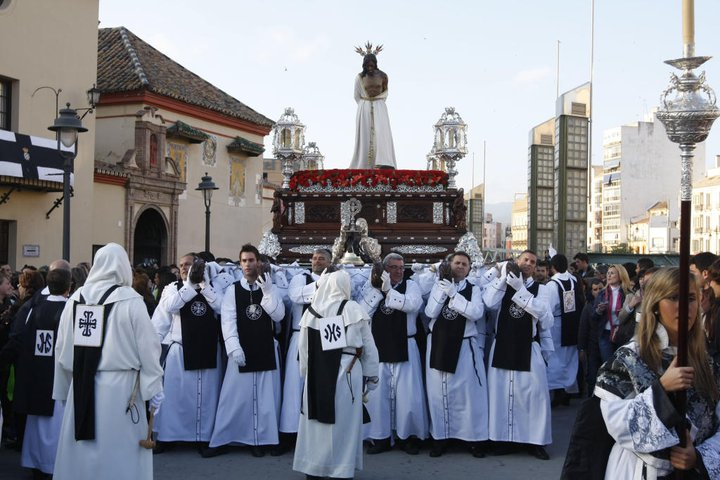
Frontal del Trono del Cristo de La Humillación

## Trono del Cristo
- Estilo: renacimiento.
- Material: caoba.
- Autor: José Benítez Oliver.
- Varales: 6 varales telescópicos.
- Hombres de trono: 190

- Historia
- Ya terminado en 1922, el mismo autor lo sometió a una reforma para poder albergar el grupo escultórico. Salvado en su mayor parte, en los sucesos de 1931, y 1936, fue ampliado siguiendo el estilo primitivo por el tallista malagueño Guillermo Heras para poder procesionarse en 1941. Fue en 1956 cuando se reformó y se configuró como actualmente se procesiona, con ampliación del basamento en el mismo estilo por José Rodríguez. El material empleado fue donado por Pascual Taillefer Gil. En 1967 se amplió en ornamentación con nuevas ménsulas y cartelas de la pasión, realizadas por Seco Velasco. En los años setenta se volvió a ampliar su anchura incorporándosele piezas de orfebrería de Díaz Roncero.

*Obras
- 1º Obra: faroles.
- Material: metal plateado.
- Autor: desconocido. Posteriormente son reformados por Seco Velasco.
- Año: 1.960 y reformados en 1964.
- Observaciones: existían primeramente unos faroles en metal bronceado, adquiridos en Lucena, que se procesionaron hasta 1960´. Se desconocen su actual paradero.
- Una curiosidad: es el trono más antiguo que se procesiona en la Semana Santa de Málaga.

- 2ª Obra: Envagelistas.
- Material: caoba.
- Autor: Andrés Cabello Requena.
- Año: 1968.
- Observaciones: Se realizan para ocupar el hueco que había dejad el primitivo basamento del farol en cada esquina.

Con el paso de los años, el trono ha sido sometido a numerosas restauraciones y ampliaciones con el propósito de hacer espacio para añadir un grupo escultórico, si es que se vuelve a realizar otro.

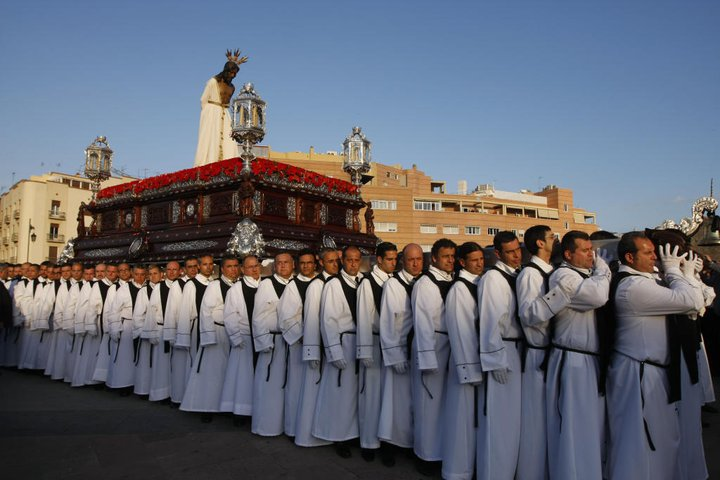
Cristo de La Humillación y Perdón, lateral izquierdo del trono

## Trono de la Virgen
- Material: madera de Haya y metal plateado.
- Autor: Francisco Díaz Roncero (Córdoba).
- Año. 1971-72.
- Varales: 8 varales.
- Hombres de trono: 230.

- Observaciones: donado por Dª Mercedes de Sansa, Vda de Montfalcón, camarera Mayor de Mª Stma. de la Estrella.
- Obra: palio.
- Material: terciopelo azul, bordado en oro.
- Autor: diseñado por Juan Casielles y ejecutado por las Madres Trinitarias.

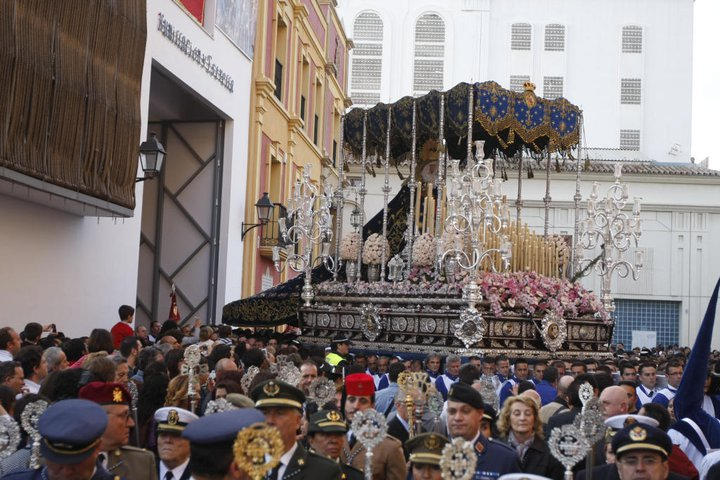
María Santísima de la Estrella en su salida procesional del martes santo

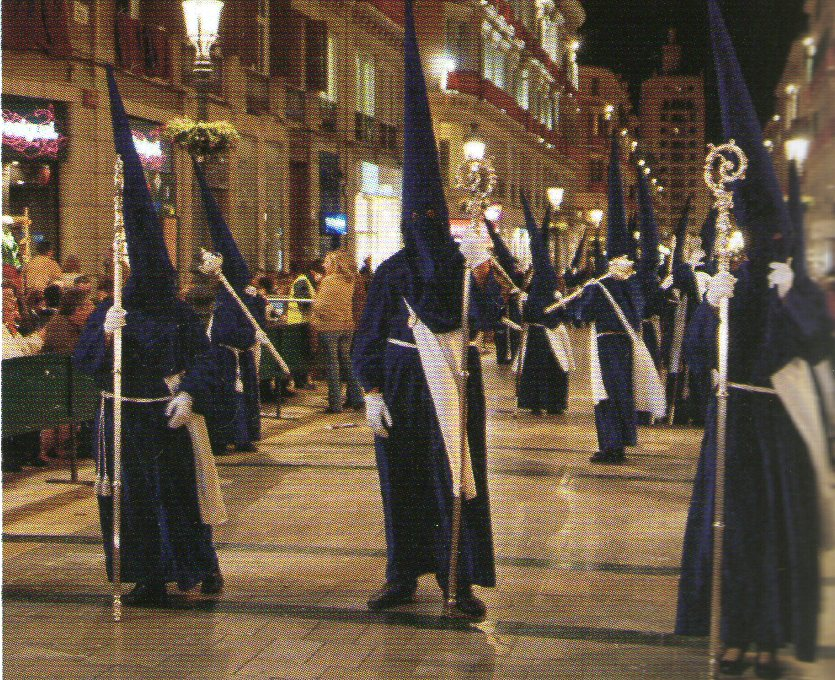
Nazarenos de la Estrella

- Año: 1957-59.

## Bandas que acompañan a la Hermandad en su procesión
- Banda de Cornetas y Tambores del Real Cuerpo de Bomberos de Málaga (cabeza de procesión).
- Banda de Tambores y Cornetas de Ntra. Sra. del Carmen De Malaga (detrás del trono del Cristo).
- Banda de Música de la Trinidad De Malaga (detrás del trono de la virgen).

## Traslado
Hasta el año 2012 (inclusive) la Hermandad realizaba el traslado de sus titulares en un trono sencillo con cuatro varales de metal, estructura de pocos detalles, de madera, con cuatro pequeños faroles de plata a las esquinas, acompañados de unas pocas velas y flores; el Cristo se situaba a la derecha del trono y la Virgen a la izquierda.
Ida

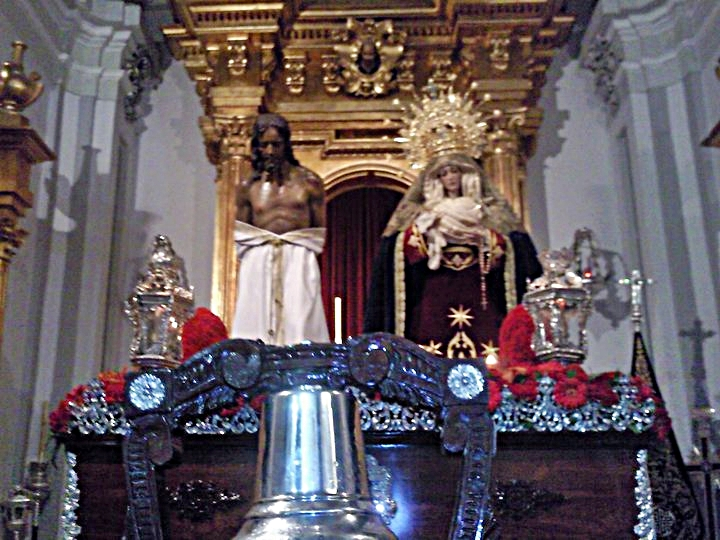
Traslado Humillación y Estrella 2011

El traslado de ida, es decir, desde la Iglesia de Santo Domingo hasta la Casa Hermandad, se realizaba el Viernes de Dolores, comenzando aproximadamente a las 19:00 h y finalizando entre las 22:30 h y las 23:00 h. Recorría las principales calles del barrio El Perchel, siendo uno de los traslados más emotivos y que atraía mucho público.
El año 2012, a diferencia de los años anteriores, las imágenes fueron trasladadas en dos tronos. El Cristo fue en el trono de traslado (donde normalmente iban las dos imágenes) portado por la Policía Local de Málaga, mientras que la Virgen fue procesionada en el trono de procesión de Nuestra Señora del Rosario de Santo Domingo.
Vuelta
Se realiza el Domingo de Resurrección a las 18:00h. Es un traslado sencillo. Desde el año 2013, este es el único traslado que la hermandad realiza, ya que el cortejo sale de la Iglesia de Santo Domingo pero se encierra en la Casa Hermandad.

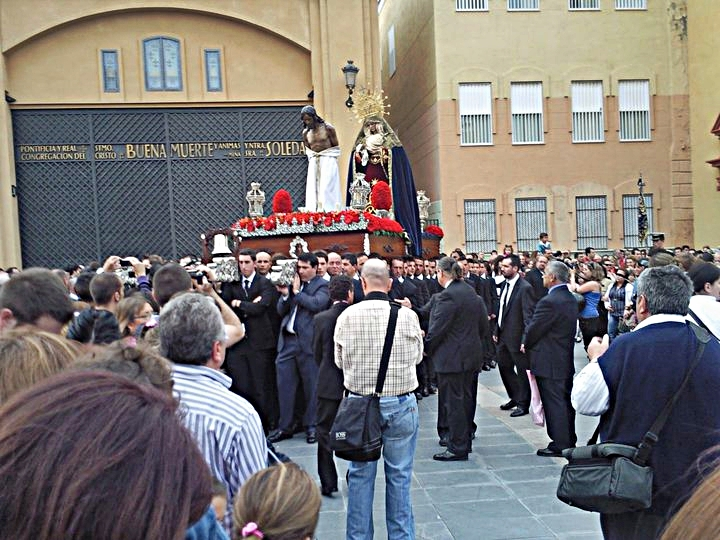
Traslado de Humillación y Estrella, 2011

La banda que acompaña al cortejo es la Banda de Cornetas y Tambores de la Estrella.

## Marchas dedicadas
Banda de Música:
- Al Señor de la Humillación, Miguel Pérez Díaz (1993)
- Estrella del Perchel, Miguel Pérez Díaz (1993)
- Humillación, Rafael Hernández Moreno (1994)
- Estrella, Luz y Guía, Sergio Bueno de la Peña (1996)
- Estrella, José Vicent Egea (1998)
- Jesús Humillado, José Ramón Valiño Cabrerizo (2001)
- Cristo de la Humillación, José Ramón Valiño Cabrerizo (2003)
- Lágrimas de Luz, José Ramón Valiño Cabrerizo (2003)
- Humillado en tu Perdón, Adolfo Gálvez González (2004)
- Al Toque de Campana, José Ramón Valiño Cabrerizo (2013)
- Málaga te Llora, Virgen de la Estrella, José Ignacio Fortis Pérez (2014)
- Reina de la Estrella, Jacinto Manuel Rojas Guisado (2016)
- Lucero de Santo Domingo, Óscar Mosteiro Mesa (2018)
- La Estrella, Francisco Jesús Flores Matute (2019)'
- Stella Nostra, Miguel Pérez Díaz (2019)
- Estrella de mi Fe, Pablo Ojeda González (2020)
- La Virgen de la Estrella, José Antonio Molero (2024)

Cornetas y Tambores:
- Ante Herodes, Humillado, Francisco Morazo (2021)
- La Humillación, Fernando Jiménez Cañestro (2021)

## Recorrido Oficial
| Predecesor: Nueva Esperanza | Orden de entrada en el Recorrido Oficial (Martes Santo) 4º lugar | Sucesor: El Rescate |